# Бістушова
Бістушова (пол. Bistuszowa) — село в Польщі, у гміні Риглиці Тарновського повіту Малопольського воєводства.
Населення — 670 осіб (2011).
У 1975—1998 роках село належало до Тарновського воєводства.

## Географія
Селом протікає річка Шведка.

## Демографія
Демографічна структура станом на 31 березня 2011 року:
|          | Загалом | Допрацездатний вік | Працездатний вік | Постпрацездатний вік |
| -------- | ------- | ------------------ | ---------------- | -------------------- |
| Чоловіки | 338     | 78                 | 219              | 41                   |
| Жінки    | 332     | 81                 | 185              | 66                   |
| Разом    | 670     | 159                | 404              | 107                  |